# Andrea McEwan
Andrea McEwan (ur. 9 października 1978 roku w Melbourne) – australijska piosenkarka i aktorka. Supportowała gruzińską wokalistkę Katie Melua podczas jej trzech koncertów w Polsce w 2008 roku.

## Albumy
- Alibi (premiera w UK: 20.03.2009)

## Single
- Candle in a Chatroom (premiera: październik 2008)